# Helena Law
Helena Law, ou Lan Law, née le 13 novembre 1934, est une actrice hongkongaise.
Elle a obtenu le Hong Kong Film Award de la meilleure actrice en 2000 pour son rôle de la grand-mère dans Bullets Over Summer.

## Filmographie
- 1950 : Home Sweet Home (Nan lai yan)
- 1950 : The Kid
- 1952 : Modern Red Chamber Dream (Xin hong lou meng)
- 1956 : The King and the Beauty (Ba wang yao ji)
- 1957 : The Romance of Jade Hall, Part I
- 1958 : The Love Thief  (Heng dao duo ai)
- 1959 : Grass by the Lake (Hu pan cao)
- 1959 : Tragedy of Love (Qing tian xue lei)
- 1959 : One Death, Three Criminals (Yi ming san xiong shou)
- 1960 : My Intimate Partner (Nan xiong nan di)
- 1961 : Dial 999 for 24-Hour Murder Case (999 24 xiao shi ming an)
- 1962 : Lotus in the Rain (Bao yu hong lian)
- 1963 : An Ill-Fated Woman (Qing he bao ming)
- 1964 : Da zhang fu ri ji
- 1964 : Si wang jiao zhi ye
- 1964 : Qing hai you lan
- 1964 : The Beau (Hua hua gong zi)
- 1965 : Xiaojie de zhangfu
- 1965 : Hei se de jia qi
- 1965 : Qing hai mang mang
- 1966 : Ying mi gong zhu
- 1966 : Shen mi de xue an
- 1966 : Sha ren hua
- 1966 : Ladies in Distress: Saving the Orphan from the Tiger Pit (Nu sha shou huxue jiu guer)
- 1967 : Lady in Pink (Hong fen jin gang)
- 1967 : Shao nu qing
- 1967 : Happy Years (Kuaile nianhua)
- 1968 : We mei ren
- 1968 : Yu nu tian ding
- 1968 : Yu nu chi qing
- 1970 : Xiang si tian ru mi
- 1973 : Qi shi er jia fang ke
- 1974 : Gui ma shuang xing
- 1974 : Gossip Street (Duo ju jie)
- 1977 : Fa qian han
- 1983 : Return of the Condor Heroes ("Sun diu hap lui")
- 1984 : San jaat si hing
- 1985 : San jaat si hing - juk jaap
- 1986 : Ba wang nu fu xing
- 1986 : Yi tian tu long ji
- 1987 : The Seasons (film, 1987)
- 1987 : Operation Pink Squad 2 (Meng gui da sha)
- 1987 : Kai xin wu yu
- 1988 : San jaat si hing - 88
- 1988 : Meng gui xue tang
- 1988 : Devil of Snake
- 1988 : Ji wu cang jiao
- 1988 : Ghost in the House (Gut ook chon giu)
- 1989 : Vampire Buster
- 1989 : Da gong kuang xian qu
- 1989 : Eat a Bowl of Tea
- 1992 : Lu ding ji II zhi shen long jiao
- 1992 : Devil of Love (Jian mo)
- 1993 : Zhui nan zi
- 1993 : Qi yue shie si
- 1993 : La Mariée aux cheveux blancs 2 (Bai fa mo nu zhuan II)
- 1994 : Zheng yue shi wu zhi yi sheng yi shi
- 1994 : Lian ai de tian kong
- 1994 : 999 shei shi xiong shou
- 1995 : Heung gong fa yuet ye
- 1995 : Heng wen dao pi niu wen chai
- 1996 : 02:00 A.M. (Ye ban er dian zhong)
- 1996 : Wang jiao de tian kong 2 zhi nan shao yi
- 1996 : Qi yue shi san zhi long po
- 1996 : Devil's Woman (Nan yang di yi xie jiang)
- 1996 : Gu huo zai san
- 1997 : Si yu si ri
- 1997 : Sang yat doh luen si
- 1997 : Midnight Zone (Hui zhuan shou shi)
- 1997 : Gang xing xian sheng
- 1997 : Troublesome Night (Yin yang lu)
- 1997 : 24 Hours Ghost Story (Meng gui tong xiao pei zhu ni)
- 1998 : Step Into the Dark (Yau boon miu yan shut yue shut)
- 1998 : Troublesome Night 3 (Yam yeung lo ji sing goon faat choi)
- 1998 : Ren rou ca shao bao II tian zhu di mie
- 1998 : Nightmare Zone (Mei mong leung)
- 1998 : Haunted Mansion (Heunggong dai 1 hung chak)
- 1998 : Faces of Horror
- 1998 : Till Death Do Us Part (Ngoh oi nei)
- 1998 : F***/Off (Ya Li ba ba liang ge da dao)
- 1999 : Immortal Spirit (Yin hun bu san)
- 1999 : Sheng ren wu jin zhi wen mi
- 1999 : He Is My Enemy, Partner, and Father-In-Law (Dut gwat lung yue chin nin chung)
- 1999 : Dian ying ya
- 1999 : Hanky Panky (Aau cha yeung cho)
- 1999 : Troublesome Night 5
- 1999 : Troublesome Night 6
- 1999 : The Mirror (Wuye xiongjing)
- 1999 : Bullets Over Summer (Baau lit ying ging)
- 1999 : House of the Damned (Shut hei bik yan)
- 2000 : Raped by an Angel 5: The Final Judgement
- 2000 : Eternal Love (film, 2000)
- 2000 : Chuang gui ni zhi xie guang zhi zai
- 2000 : Hong Kong History X (Yau sau tung dong)
- 2000 : The Triad Zone (Kong woo giu gap)
- 2000 : Mafia.com (Hak sau kooi.com)
- 2000 : Troublesome Night 7
- 2000 : Troublesome Night 8
- 2000 : Yau guk yeuk wui
- 2001 : United We Stand and Swim (Sui jeuk fun ji)
- 2001 : Esprit D'Amour
- 2001 : Human Pork Chop (Peng shi zhi sang jin tian liang)
- 2001 : Bakery Amour (Oi ching baak min baau)
- 2001 : Old Master Cute (Lao fu zi)
- 2001 : Hong Kong History Y (Siu nin cheong dong)
- 2001 : Troublesome Night 9
- 2001 : Troublesome Night 10
- 2001 : Troublesome Night 11
- 2001 : Troublesome Night 12
- 2001 : Merry-Go-Round (Choh luen kwong cha min)
- 2002 : Haunted Office (Office yauh gwai)
- 2002 : Twilight Zone Cops: My Spirited Wife (Mi li jig jie zhi: Lan gui fang)
- 2002 : Return from the Other World (Diy san ji san)
- 2002 : Time 4 Hope (Yee yan saam chuk)
- 2002 : Yuk mun gai bo bil
- 2002 : Visible Secret 2 (Youling renjian II: Gui wei ren jian)
- 2002 : Troublesome Night 13
- 2002 : Troublesome Night 14
- 2002 : Troublesome Night 15
- 2002 : Troublesome Night 16 (Yin yang lu shi liu zhi hui dao wu xia shi dai)
- 2002 : Troublesome Night 17 (Aau yeung liu sap chat ji gaam fong yau gwai)
- 2003 : Troublesome Night 18 (Yam yeung lo sap baat ji gwai soeng san)
- 2003 : Troublesome Night 19 (Aau yeung liu sap gau ji ngo dui aan gin diy yau)
- 2003 : Kung Fu Master is My Grandma!
- 2005 : Fei seung ching chun kei
- 2006 : Don't Open Your Eyes (Gwai aan ying ging)
- 2014 : Overheard 3
- 2017 : Always Be with You